# Окоти, Дэндзиро
Дэндзиро Окоти (яп. 大河内傳次郎, настоящее имя Исаму Онабэ; 5 февраля 1898 — 18 июля 1962) — японский актёр театра и кино.

## Биография
Работал в театре, где много участвовал в постановках дзидайгэки. В 1926 году дебютировал в кино («Мито Комон»). Снимался преимущественно в фильмах жанра тямбара, где в эпизодах с поединками на мечах привнёс элементы реализма.

## Фильмография

### Актёр
- 1927 —  / Zôho kaitei Chûshingura: Ten no maki Chi no maki Jin no maki — Sôhan Tsubaya
- 1927 —  / Chuji Tabinikki Daisanbu Goyohen — Chuji Kunisada
- 1927 —  / Yajikita son'nô no maki — Kita (к/м)
- 1928 —  / Yajikita Toba Fushimi no maki (к/м)
- 1930 —  / Zoku ooka seidan
- 1931 —  / Oatsurae Jirokichi goshi — Jirokichi
- 1933 —  / Bonnô hibunsho - Gedatsu hen — Daijirô Ban / Dewanokami Sofue
- 1933 — Жизнь Бангаку / Bangaku no issho — Атикава Бангаку
- 1933 —  / Tsukigata hanpeita
- 1935 —  / Fuji no shirayuki
- 1935 — Тангэ Садзэн слаб: горшок стоимостью в миллион рё / Tange Sazen yowa: Hyakuman ryo no tsubo — Тангэ Садзэн
- 1935 —  / Daibosatsu tôge: dai-ippen - Kôgen itto-ryû no maki — Ryunosuke Tsukue
- 1935 —  / Kaito Shirozukin: Zempen
- 1936 —  / Kaito Shirozukin: Kohen
- 1936 —  / Uminari kaido (к/м)
- 1937 — Майор Нанго / Nangoku taiheiki - Zempen — Nariakira Shimazu / Jûnosuke Masumitsu
- 1938 —  / Kyojin-den — Sampei / Onuma / Sankichi
- 1939 —  / Chûshingura: Kôhen
- 1939 — Тангэ Садзэн / Tange Sazen: sekigan no maki
- 1941 — Битва при Каванакадзиме / Kawanakajima kassen — Shingen Takeda
- 1942 —  / Hawai Marê oki kaisen
- 1943 — Гений дзюдо / Sugata Sanshirô — Shogoro Yano
- 1944 — Отряд соколов Като / Kato hayabusa sento-tai
- 1944 — Атака торпедоносцев / Raigekitai shutsudo
- 1945 — Гений дзюдо II / Zoku Sugata Sanshirô — Shogoro Yano
- 1945 — Идущие за хвостом тигра / Tora no o wo fumu otokotachi — Benkei
- 1946 — Без сожалений о нашей юности / Waga seishun ni kuinashi — Professor Yagihara
- 1949 —  / Ohara Shôsuke-san — Saheita Sugimoto aka Shôsuke Ohara
- 1950 —  / Wakasama samurai torimonochô: nazo no nômen yashiki
- 1951 — Повесть о Гэндзи / Genji monogatari — Takuma nyudo
- 1952 — Легенда о Великом Будде / Daibutsu kaigen — Gyôki
- 1952 —  / Yonjû-hachinin me no otoko
- 1953 — Орёл тихого океана / Taiheiyô no washi — Маршал флота Исороку Ямамото
- 1953 —  / Tange Sazen — Sazen Tange / Echizen'nokami Ôoka
- 1956 —  / Shin, Heike monogatari: Yoshinaka o meguru sannin no onna — Tayubo
- 1956 —  / Tsukigata Hanpeita: Hana no maki; Arashi no maki — Gensai Mamiya
- 1957 — Повесть о клане Ягю: Искусство ниндзя / Yagyû bugeichô — Lord Yagyu
- 1957 — Перевал Дайбосацу / Daibosatsu tôge — Toranosuke shimada
- 1957 — Князь Мито / Mito kômon
- 1957 — Корабль-призрак / Yûreisen: Kôhen — Jûbei
- 1957 — Корабль-призрак 2 / Yûreisen: Zempen — Jûbei
- 1957 — Торавакамару – ниндзя из Кога / Ninjutsu gozen-jiai — Toyotomi Hideyoshi
- 1957 — Тень над горой Фудзи / Fuji ni tatsu kage
- 1958 — Ниндзюцу. Секретные свитки клана Ягю 2 / Yagyu bugeicho - Ninjitsu — Lord Yagyu
- 1958 —  / Utamatsuri kanzashi matoi
- 1958 —  / Onmitsu Shichishoki
- 1959 —  / Isshin Tasuke: Otoko no naka no otoko ippiki
- 1960 — Исимацу Мори / Hibari no mori no ishimatsu
- 1960 —  / Shinran — Jien
- 1960 —  / Kujakujo no hanayome
- 1960 — Странствующий самурай / Tonosama - Yaji kita
- 1961 — Ако Роси / Ako roshi — Sakon Tachibana
- 1962 — Красная тень / Akai kage-bôshi — Munenori Yagyû